# وقف مالي

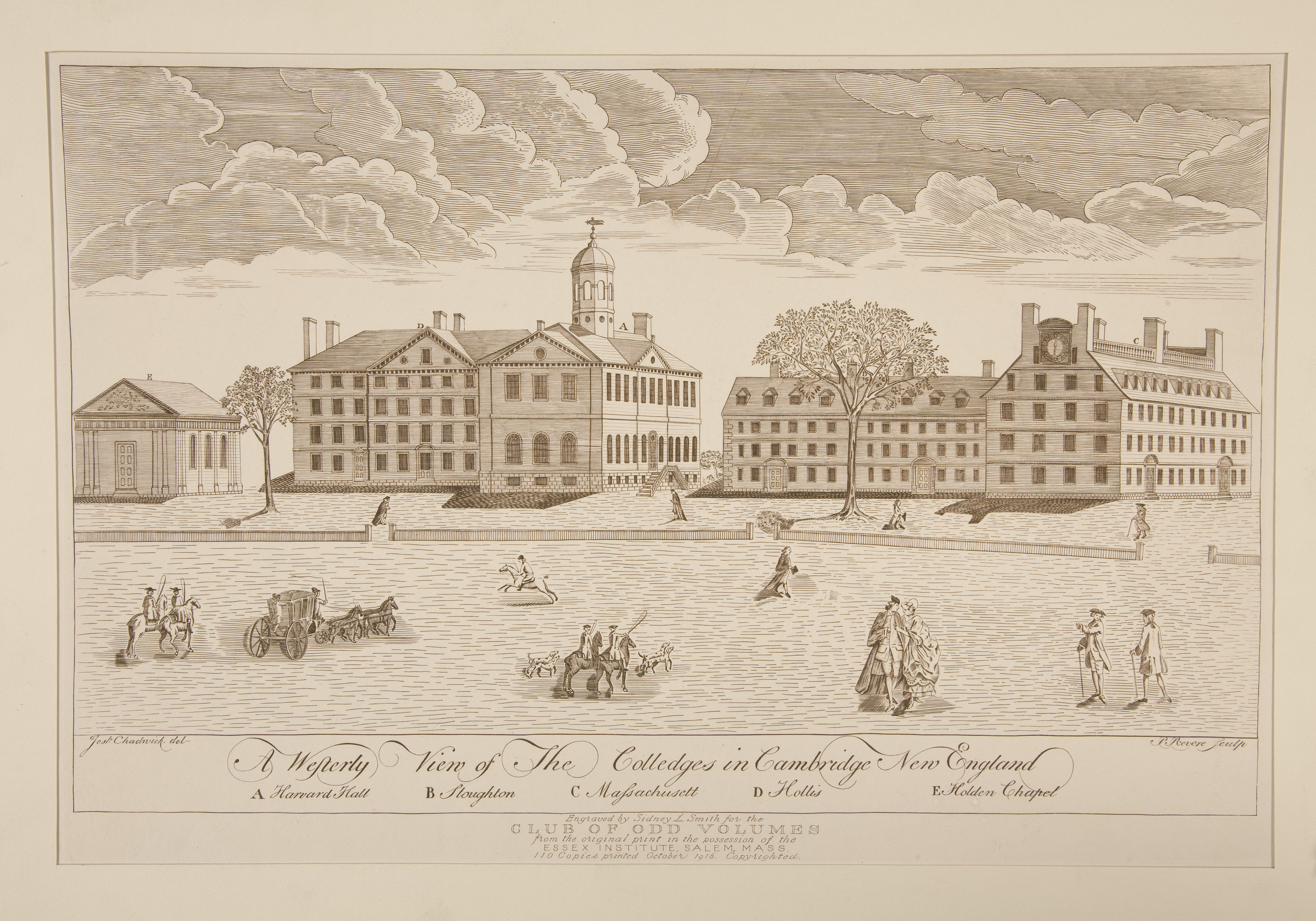
منظر غربي للكليات في كامبريدج نيو إنجلاند

الوقف المالي أو الهبة أو التبرعات الموقوفة على كيان معين هو تبرع و اعطاء و منح من غير استرداد من أموال أو ممتلكات لمنظمة غير ربحية للدعم خدماتها المتواصلة لغرض معين. وعادة ما يتم هيكلة الوقف بحيث يتم الحفاظ على المبلغ الأصلي سليما بينما يتاح استخدام الدخل أو الفائدة من استثماره، أو يتم تحرير جزء من رأس المال في كل عام، و يسمح لهذا التبرع أن يكون له أثر على مدى فترة أطول مما لو تم صرفه في مرة واحدة. قد يأتي الوقف المالي مع اشتراطات متعلقة باستخدامه.
وتبلغ القيمة الإجمالية للاستثمارات مؤسسة غالبا ما يشار إليها باسم وقف المؤسسة وعادة ما يتم تنظيمه كجمعية خيرية عامة، مؤسسة خاصة، أو ائتمان وصاية. ومن بين المؤسسات التي تدير عادة الأوقاف :المؤسسات الأكاديمية (على سبيل المثال، الكليات، الجامعات، والمدارس الخاصة...الخ)، والمؤسسات الثقافية (على سبيل المثال، و المتاحف، و المكتبات، و المسارح)، منظمات الخدمة (على سبيل المثال، والمستشفيات، ودور المسنين، و الهلال الاحمر و الصليب الأحمر، و جمعيات رعاية الحيوانات...الخ)، والمنظمات الدينية (على سبيل المثال، المساجدو الكنائس و المعابد...الخ ).